# Гора Дум
Гора Дум (лат. Doom Mons) — гора на Титане, самом крупном спутнике Сатурна. Находится в тёмной местности Ацтлан, координаты центра — 14°39′ ю. ш. 40°25′ з. д. / 14,65° ю. ш. 40,42° з. д. Одна из высочайших известных гор Титана: её высота — 1150 ± 200 м над средним уровнем поверхности спутника и 1450 ± 200 м над окружающими равнинами. Максимальный размер по горизонтали — 60—70 км. Вероятно, криовулкан.

## Открытие и наименование
Гора Дум была обнаружена при обработке данных космического аппарата «Кассини», заснявшего эту область 22 февраля и 10 апреля 2007 года (во время пролётов около Титана, обозначенных T25 и T28 соответственно); во второй раз она попала на край заснятой области и качество изображения было ниже. На радарных снимках область этой горы выглядит ярче окружающей местности. Эта яркая область получила название «факула Сотра» (лат. Sotra Facula). После постройки карты высот оказалось, что она представляет собой сочетание горы и впадины. Название «факула Сотра» было убрано с карты, впадина получила имя «патера Сотра», а гора — имя горы Ородруин (англ. Mount Doom) из легендариума Дж. Р. Р. Толкина. Это название было утверждено Международным астрономическим союзом 13 ноября 2012 года.

## Описание и интерпретация
Гора Дум — одна из высочайших известных гор Титана, но она соседствует с самой глубокой известной его впадиной — патерой Сотра. Это вытянутое углубление длиной около 30 км и глубиной (относительно окружающих равнин) 1700 ± 200 м, расположенное под северо-восточным склоном горы. На западном склоне есть меньшая впадина глубиной около 500 м. Окружены эти объекты равнинами, уровень которых примерно на 300 м ниже среднего уровня поверхности Титана.
На север от горы Дум и патеры Сотра отходит поток Мохини — светлый «язык», кое-где покрытый дюнами. Далее он сворачивает на северо-восток и тянется до края большого поля дюн, где резко обрывается. Длина этого потока — около 180 км, а ширина увеличивается от 15 км в начале до 60 км в конце.
Все эти объекты, вероятно, имеют криовулканическое происхождение. Гору Дум интерпретируют как криовулкан, патеру Сотра — как его кратер, а поток Мохини — как поток выбросов из него. Гора Дум и гора Эребор имеют самые сильные признаки криовулканов среди всех гор Титана.